# Liste der Biografien/Gam
Liste der Biografien |
Portal Biografien |
Personensuche
# |
A |
B |
C |
D |
E |
F |
G |
H |
I |
J |
K |
L |
M |
N |
O |
P |
Q |
R |
S |
T |
U |
V |
W |
X |
Y |
Z |
?
 
Ga |
Gb |
Gc |
Gd |
Ge |
Gf |
Gh |
Gi |
Gj |
Gk |
Gl |
Gm |
Gn |
Go |
Gp |
Gq |
Gr |
Gs |
Gu |
Gv |
Gw |
Gy |
Gz
 
Gaa |
Gab |
Gac |
Gad |
Gae |
Gaf |
Gag |
Gah |
Gai |
Gaj |
Gak |
Gal |
Gam |
Gan |
Gao |
Gap |
Gaq |
Gar |
Gas |
Gat |
Gau |
Gav |
Gaw |
Gax |
Gay |
Gaz
Die Liste der Biografien führt alle Personen auf, die in der deutschsprachigen Wikipedia einen Artikel haben. Dieses ist eine Teilliste mit 381 Einträgen von Personen, deren Namen mit den Buchstaben „Gam“ beginnt.

## Gam
- Gam, Mikael (1901–1982), dänischer Politiker, Lehrer und Beamter
- Gam, Rita (1927–2016), US-amerikanische Schauspielerin
- Gam-Pedersen, Annie (* 1965), dänische Fußballspielerin

### Gama
- Gama Carneiro e Sousa, José da (1788–1849), portugiesischer Militär und Politiker
- Gama Malcher, Achille (1892–1958), italienischer Fußballspieler, -trainer und -schiedsrichter
- Gama Pinto, Júlio Raymundo da (1853–1945), portugiesischer Augenarzt
- Gama y Cruz, Valentín (1868–1942), mexikanischer Geographieingenieur und Rektor der Universidad Nacional de México
- Gama, Aleixo da Silva (* 1967), osttimoresischer Unabhängigkeitsaktivist und Fußballfunktionär
- Gama, Alexandre (* 1968), brasilianischer Fußballtrainer
- Gama, Armando (1954–2022), portugiesischer Sänger und Pianist
- Gama, Basílio da († 1795), portugiesisch-brasilianischer Dichter
- Gama, Bruno (* 1987), portugiesischer Fußballspieler
- Gama, Cristóvão da (1516–1542), portugiesischer SoldatCristóvão da Gama (1516–1542)

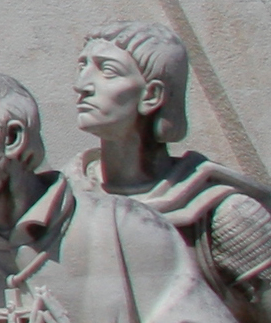
Cristóvão da Gama (1516–1542)

- Gama, Eliziane (* 1977), brasilianische Politikerin
- Gama, Estêvão da († 1497), portugiesischer Adliger
- Gama, Estêvão da († 1576), portugiesischer Gouverneur Indiens
- Gama, Francisco de Saldanha da (1723–1776), portugiesischer Kardinal
- Gama, Gaspar da, jüdischer Kaufmann
- Gama, Jadiel Pereira da (* 2009), niederländischer Fußballspieler
- Gama, Jaime (* 1947), portugiesischer Politiker
- Gama, José Saldanha da (1906–1968), brasilianischer Admiral
- Gama, Lélio (1892–1981), brasilianischer Mathematiker, Astronom und Geophysiker
- Gama, Lia (* 1944), portugiesische Film-, Theater- und Fernseh-Schauspielerin
- Gama, Lucas Massaro Garcia (* 1994), brasilianischer Fußballspieler
- Gama, Manuel (* 1980), portugiesischer Poolbillardspieler
- Gama, Manuel de Saldanha da (1820–1875), portugiesischer Gouverneur von Portugiesisch-Timor
- Gama, Paulo da († 1499), portugiesischer Forscher
- Gama, Rufino (* 1998), osttimoresischer Fußballspieler
- Gama, Sara (* 1989), italienische FußballspielerinSara Gama (* 1989)

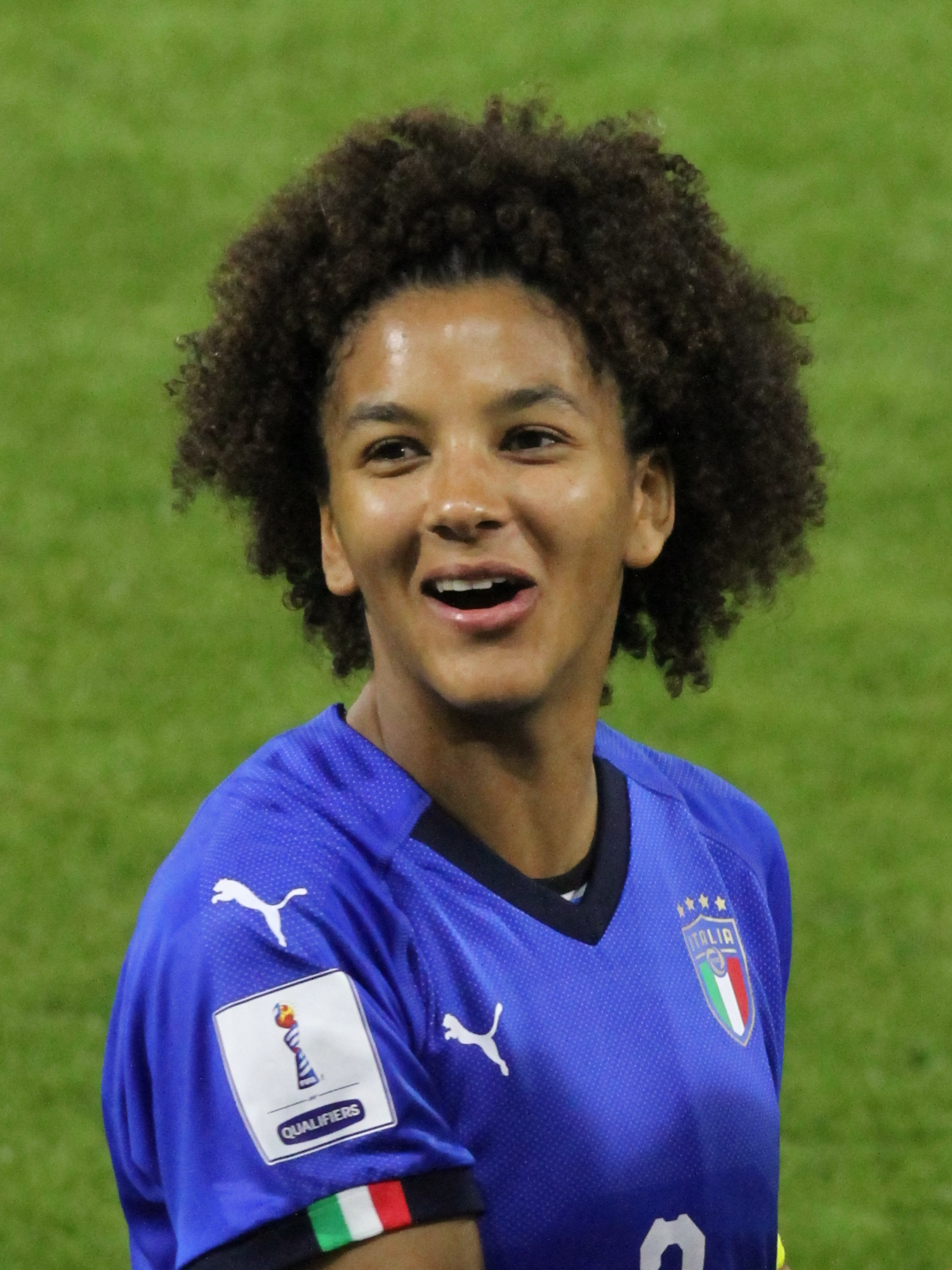
Sara Gama (* 1989)

- Gama, Sebastião da (1924–1952), portugiesischer Lyriker und Pädagoge
- Gama, Vasco da († 1524), portugiesischer Seefahrer, EntdeckerVasco da Gama († 1524)

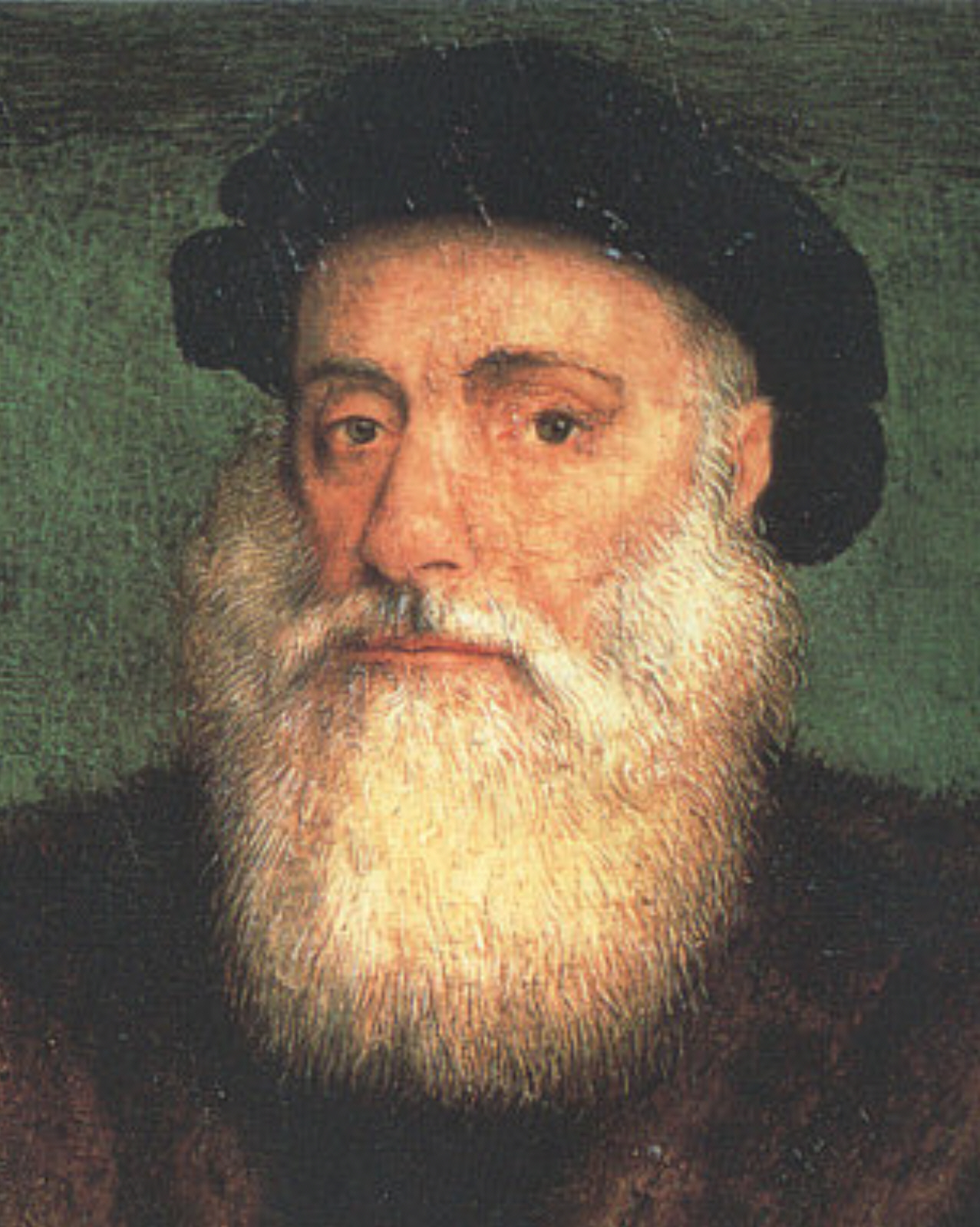
Vasco da Gama († 1524)

- Gama, Vasco da, osttimoresischer Unabhängigkeitsaktivist
- Gamache, Joey (* 1966), US-amerikanischer Boxer
- Gamache, Simon (* 1981), kanadischer Eishockeyspieler
- Gamal, Aarón (1961–2021), mexikanischer Fußballspieler
- Gamal, Amr (* 1983), jemenitischer Drehbuchautor, Filmproduzent und Theater- und Filmregisseur
- Gamal, Mazen (* 1986), ägyptischer Squashspieler
- Gamal, Mohamed, ägyptischer Fußballspieler
- Gamal, Nadia (1937–1990), ägyptische Bauchtänzerin und Schauspielerin
- Gamal, Samia (1924–1994), ägyptische Bauchtänzerin und Schauspielerin
- Gamaleja, Nikolai Fjodorowitsch (1859–1949), russischer und sowjetischer Mikrobiologe und Epidemiologe
- Gamalero González, Fernando Claudio (1930–2004), guatemaltekischer römisch-katholischer Geistlicher, Bischof von Escuintla
- Gamalho, Léo (* 1986), brasilianischer Fußballspieler
- Gamaliel I., jüdischer Patriarch
- Gamaliel II., jüdischer Lehrer
- Gamaliel III. († 235), jüdischer Lehrer
- Gamaliel IV., jüdischer Lehrer
- Gamaliel V. († 380), jüdischer Lehrer
- Gamaliel VI., letzter jüdischer Nasi
- Găman, Valerică (* 1989), rumänischer Fußballspieler
- Gaman-Golutwina, Oksana Wiktorowna (* 1960), sowjetische bzw. russische Philosophin, Politologin und Hochschullehrerin
- Gamanov, Boris (* 1986), deutscher Politiker (AfD)
- Gamans, Johannes (1606–1684), deutscher Historiker und Jesuit
- Gamarnik, Andrea (* 1964), argentinische Molekularvirologin
- Gamarnik, Grigori Alexandrowitsch (1929–2018), sowjetischer Ringer
- Gamarnik, Jan Borissowitsch (1894–1937), sowjetischer Politiker
- Gamarra Martins, Ingrid (* 1996), brasilianische Tennisspielerin
- Gamarra, Agustín (1785–1841), Staatspräsident von Peru
- Gamarra, Carlos (* 1971), paraguayischer Fußballspieler
- Gamarra, Cuca (* 1974), spanische Politikerin
- Gamarra, Francisco (1892–1987), uruguayischer Jurist und Politiker
- Gamarra, Pierre (1919–2009), französischer Schriftsteller
- Gamarra, Rodolfo (* 1988), paraguayischer Fußballspieler
- Gamarra, Ronald (* 1958), peruanischer Menschenrechtler
- Gamarra, Sandra (* 1972), peruanische Künstlerin
- Gamarro, Pedro (1955–2019), venezolanischer Boxer
- Gamas, María Esther (1910–2006), argentinische Filmschauspielerin und Sängerin
- Gamasi, Mohammed Abd al-Ghani al- (1921–2003), ägyptischer Feldmarschall und Oberbefehlshaber der Streitkräfte
- Gamasin, Gleb (1957–2014), russischer bildender Künstler, Grafiker und Designer
- Gamatié, Ali Badjo, nigrischer Manager, Unternehmer und Politiker
- Gamauf, Anita (1962–2018), österreichische Ornithologin
- Gamauf, Richard (* 1964), österreichischer Rechtshistoriker

### Gamb
- Gamba, Bartolommeo (1766–1841), italienischer Bibliograph und Biograph
- Gamba, Ezio (* 1958), italienischer Judoka
- Gamba, Francesco (1818–1887), italienischer Maler, Kupferstecher, Kurator und Autor kunstgeschichtlicher Schriften
- Gamba, Giuliana (* 1953), italienische Filmregisseurin
- Gamba, Giuliana (* 2001), argentinische Handballspielerin
- Gamba, Giuseppe (1857–1929), italienischer Geistlicher, Erzbischof von Turin und Kardinal der römisch-katholischen Kirche
- Gamba, Irene M. (* 1957), argentinisch-US-amerikanische Mathematikerin
- Gamba, Mario (* 1955), italienischer Koch
- Gamba, Rumon (* 1972), britischer Dirigent
- Gamba, Virginia (* 1954), argentinische Diplomatin
- Gambaccini, Paul (* 1949), britischer Autor und Radiomoderator
- Gambacorta, Petrus († 1435), italienischer Eremit und Ordensgründer
- Gambale, Frank (* 1958), australischer Jazz-GitarristFrank Gambale (* 1958)

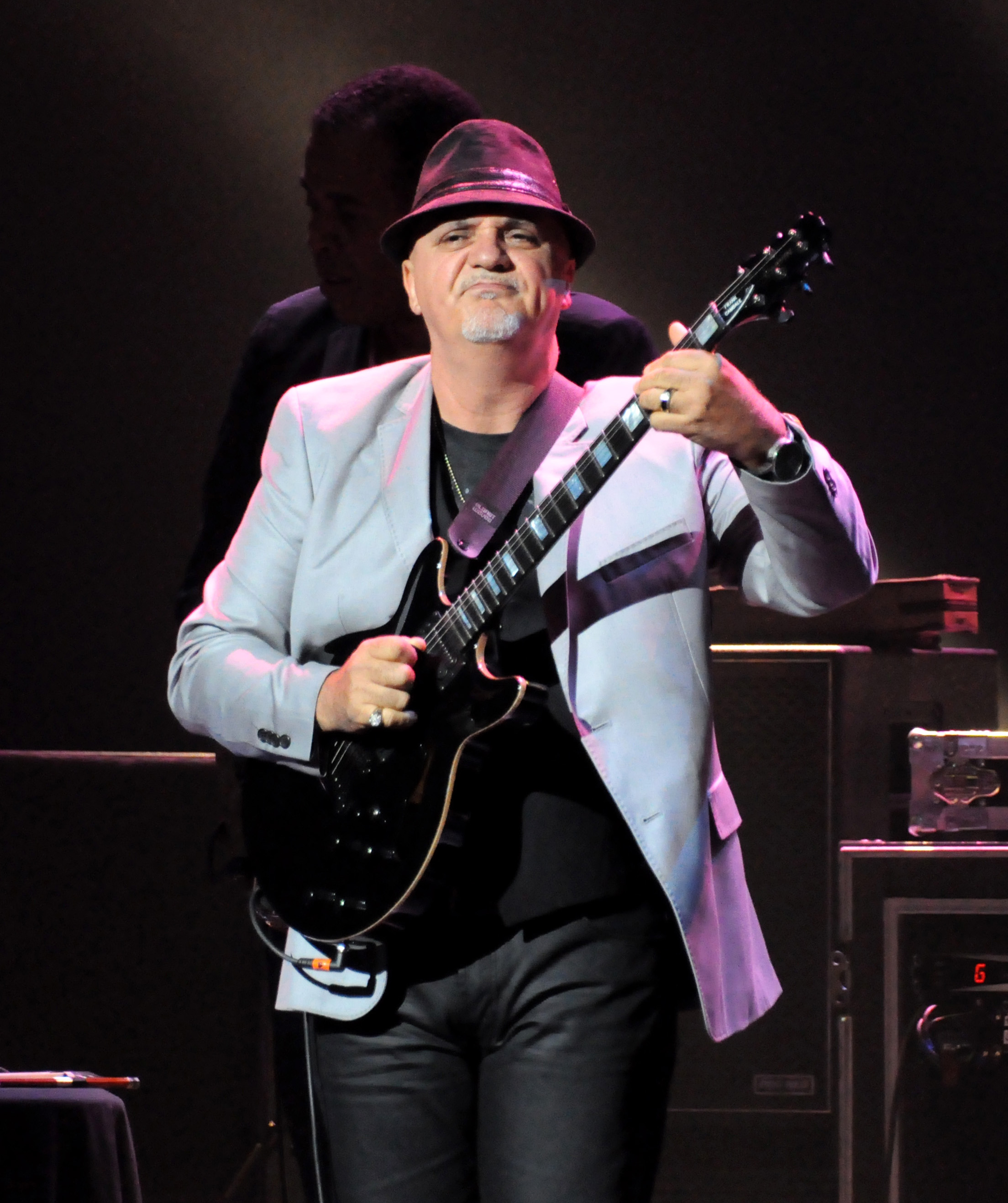
Frank Gambale (* 1958)

- Gambalie, Frank (1970–1999), US-amerikanischer Basejumper
- Gambandé, Facundo (* 1990), argentinischer Schauspieler, Sänger und Tänzer
- Gambara, Gastone (1890–1962), italienischer General
- Gambara, Gianfrancesco (1533–1587), italienischer Geistlicher
- Gambara, Lattanzio (1530–1574), italienischer Maler
- Gambara, Veronica (1485–1550), italienische Dichterin
- Gambard, Elsa Sophie (* 1980), deutsche Schauspielerin
- Gambardella, Emmanuel (1888–1953), französischer Fußballspieler- und funktionär
- Gambardella, Luis, uruguayischer Politiker
- Gambardella, Vicente (* 1932), argentinischer Fußballspieler
- Gambarelli, Crescenzio, italienischer Maler
- Gambari, Ibrahim (* 1944), nigerianischer Diplomat, Untergeneralsekretär der Vereinten Nationen
- Gambari, Ibrahim Kolapo Sulu, nigerianischer Jurist, 11. Emir von Ilorin, Richter am Nigerianischen Berufungsgericht
- Gambarini, Roberta (* 1964), italienische Jazz-Sängerin
- Gambarjan, Maria (* 1925), sowjetische bzw. russische Pianistin und Hochschullehrerin
- Gambaro, Griselda (* 1928), argentinische Dramatikerin und Schriftstellerin
- Gambarov, Salman (* 1959), aserbaidschanischer Jazzmusiker (Piano, Komposition)
- Gambart, Jean-Félix Adolphe (1800–1836), französischer Astronom
- Gambashidze, Tinatin (* 1972), georgische Konzertpianistin
- Gambatese, Frank, US-amerikanischer Politiker
- Gambelli, Gherardo (* 1969), italienischer römisch-katholischer Geistlicher, Erzbischof von Florenz
- Gamber, Hans (* 1944), deutscher Journalist, Schriftsteller und Verleger
- Gamber, Klaus (1919–1989), deutscher Priester und Liturgiewissenschaftler
- Gamber, Ortwin (1925–2008), österreichischer Kunsthistoriker mit Schwerpunkt Waffenkunde
- Gamberini, Alessandro (* 1981), italienischer Fußballspieler
- Gamberini, Antonio Domenico (1760–1841), italienischer Geistlicher, Bischof von Orvieto und Kardinal
- Gamberini, Bruno (1950–2011), brasilianischer Geistlicher, Erzbischof von Campinas
- Gamberini, Fabio (* 1992), brasilianischer Rennfahrer
- Gamberoni, Giovanni (1868–1929), italienischer römisch-katholischer Geistlicher
- Gamberoni, Johann (1921–2017), italienischer Theologe
- Gambert, Christine (* 1955), französische Kletterin
- Gambetta, Diego (* 1952), italienischer Soziologe
- Gambetta, Léon (1838–1882), französischer Staatsmann der Dritten RepublikLéon Gambetta (1838–1882)

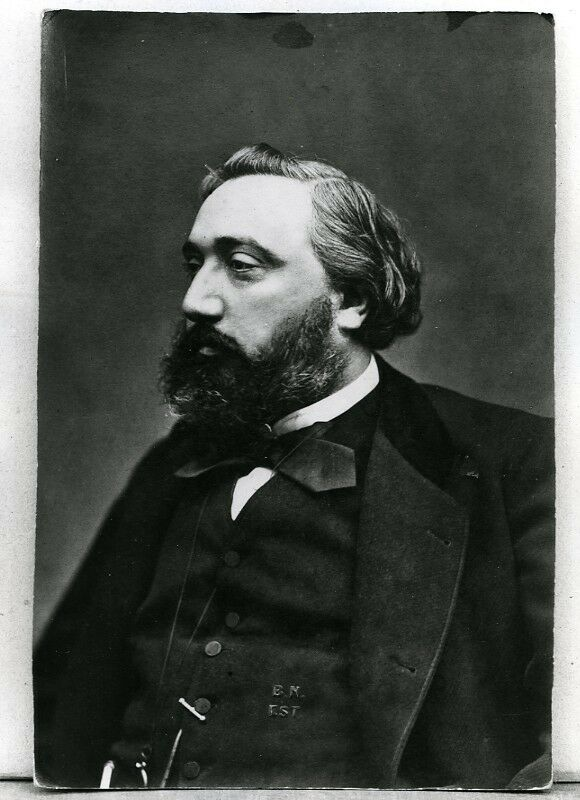
Léon Gambetta (1838–1882)

- Gambetta, Sara (* 1993), deutsche Leichtathletin
- Gambetta, Schubert (1920–1991), uruguayischer Fußballspieler
- Gambetti, Mauro (* 1965), italienischer römisch-katholischer Ordensgeistlicher und Kurienkardinal
- Gambi (* 1998), französischer Rapper
- Gambi, Antoine, zentralafrikanischer Politiker und General
- Gambier, Bertrand (1879–1954), französischer Mathematiker
- Gambier, James (1756–1833), britischer Flottenadmiral
- Gambier, Karine (* 1953), französische Filmschauspielerin und Pornodarstellerin
- Gambier, Yves (* 1949), französischer Linguist und emeritierter Professor für Übersetzen und Dolmetschen
- Gambiez, Fernand (1903–1989), französischer General und Militärhistoriker
- Gambihler, Joseph (1801–1847), deutscher Lehrer und Publizist
- Gambill, Jan-Michael (* 1977), US-amerikanischer Tennisspieler
- Gambill, Robert (* 1955), US-amerikanischer Opernsänger (Heldentenor)
- Gambillon, Geneviève (* 1951), französische Radrennfahrerin
- Gambini, Rodolfo (* 1946), uruguayischer Physiker
- Gambino, C. (1998–2024), schwedischer Rapper
- Gambino, Carlo (1902–1976), US-amerikanischer Mobster, Boss der Gambino-FamilieCarlo Gambino (1902–1976)

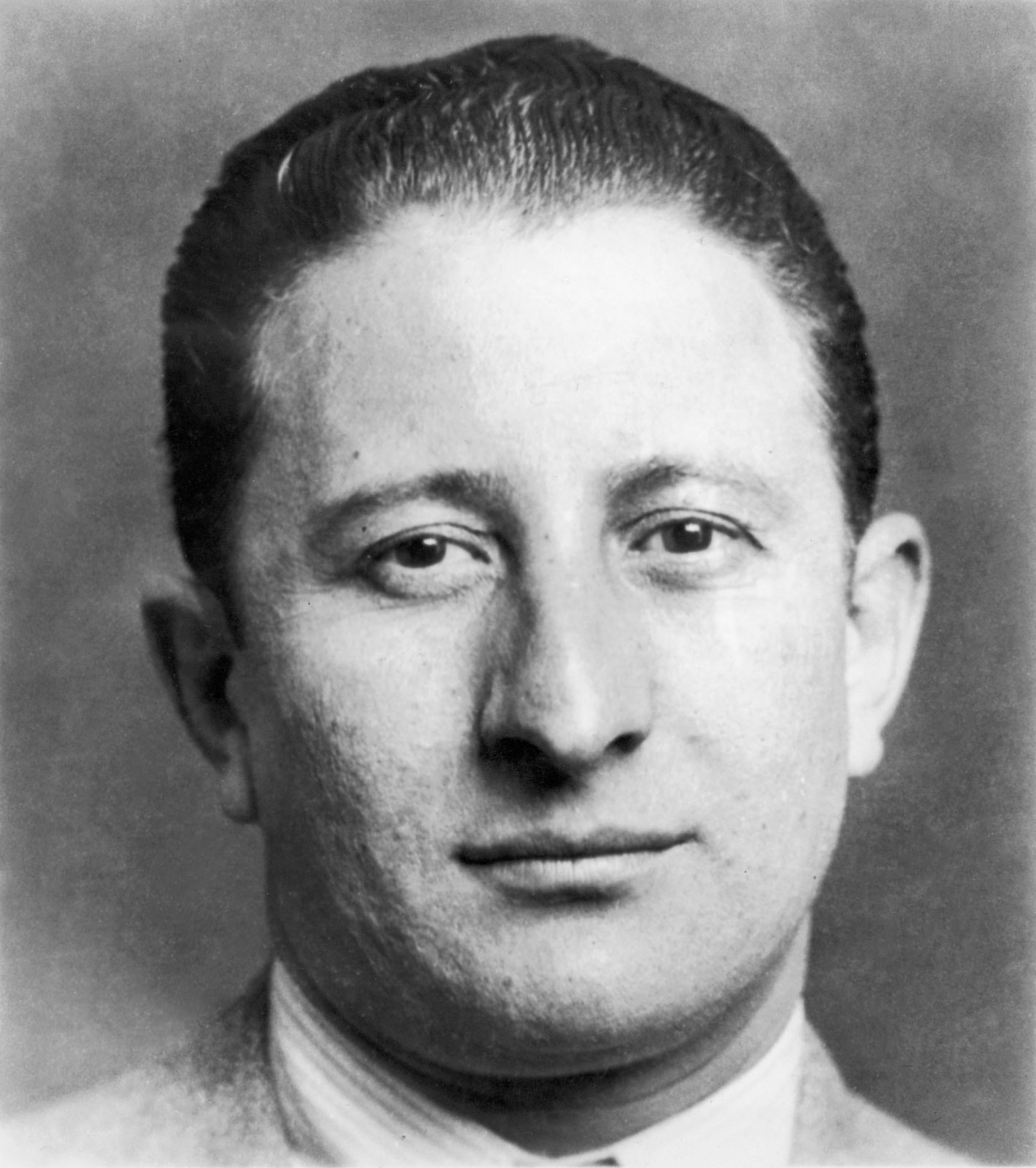
Carlo Gambino (1902–1976)

- Gambino, Domenico (1890–1968), italienischer Schauspieler und Filmregisseur
- Gambino, Gabriella (* 1968), italienische Bioethikerin und Kurienbeamtin
- Gambino, Giuseppe (* 1968), schweizerisch-italienischer Fussballspieler und -trainer
- Gambino, John (1940–2017), sizilianisch-amerikanischer Mobster
- Gambino, Raffaello (1928–1989), italienischer Wasserballspieler
- Gambino, Salvatore (* 1983), deutscher FußballspielerSalvatore Gambino (* 1983)

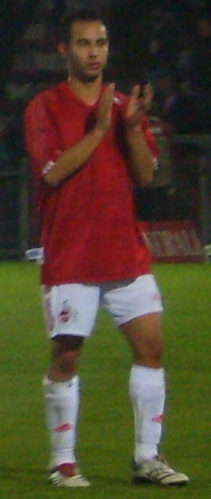
Salvatore Gambino (* 1983)

- Gambir, Schahina (* 1991), deutsche Politikerin (Bündnis 90/Die Grünen)
- Gambirasio, Patrizio (* 1961), italienischer Radrennfahrer
- Gambke, Thomas (* 1949), deutscher Politiker (Bündnis 90/Die Grünen), MdB
- Gambke, Wolfram (* 1959), deutscher Leichtathlet und Olympiateilnehmer
- Gamble, Clarence (1881–1952), US-amerikanischer Tennisspieler
- Gamble, David (* 1955), britischer Filmeditor
- Gamble, Ed (1935–2016), britischer Bogenschütze
- Gamble, Ed (* 1986), britischer Komiker, Podcaster und Autor
- Gamble, Evan (* 1981), US-amerikanischer Schauspieler
- Gamble, Fred (1932–2024), US-amerikanischer Autorennfahrer
- Gamble, Hamilton Rowan (1798–1864), US-amerikanischer Jurist und Politiker
- Gamble, James (1803–1891), britischer Seifensieder und Industrieller
- Gamble, James (1809–1883), US-amerikanischer Politiker
- Gamble, James (1826–1905), US-amerikanischer Telegrafist, Unternehmer und Autor
- Gamble, James Norris (1836–1932), US-amerikanischer Unternehmer, Erfinder und Philanthrop
- Gamble, James Sykes (1847–1925), englischer Botaniker
- Gamble, John Rankin (1848–1891), US-amerikanischer Politiker
- Gamble, Julian (* 1989), US-amerikanischer Basketballspieler
- Gamble, Kenny (* 1943), US-amerikanischer Soulproduzent und Songwriter
- Gamble, Mason (* 1986), US-amerikanischer Schauspieler
- Gamble, Nathan, US-amerikanischer Pokerspieler
- Gamble, Nathan (* 1998), US-amerikanischer SchauspielerNathan Gamble (* 1998)

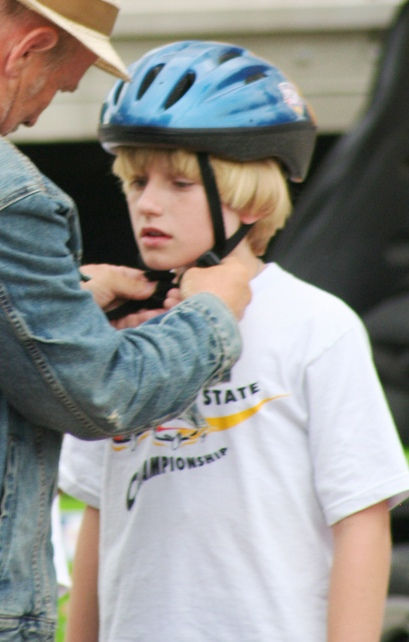
Nathan Gamble (* 1998)

- Gamble, Patrick K. (* 1945), US-amerikanischer Offizier, General der US Air Force
- Gamble, Ralph A. (1885–1959), US-amerikanischer Jurist und Politiker
- Gamble, Richard C. (* 1955), US-amerikanischer reformierter Theologe und Hochschullehrer
- Gamble, Robert J. (1851–1924), US-amerikanischer Politiker
- Gamble, Roger Lawson (1787–1847), US-amerikanischer Politiker
- Gamble, Tom (* 2001), britischer Autorennfahrer
- Gamble, William (1818–1866), US-amerikanischer Brigadegeneral der Nordstaaten im Bürgerkrieg
- Gambles, Joseph (* 1982), australischer Triathlet
- Gamblin, Jacques (* 1957), französischer SchauspielerJacques Gamblin (* 1957)

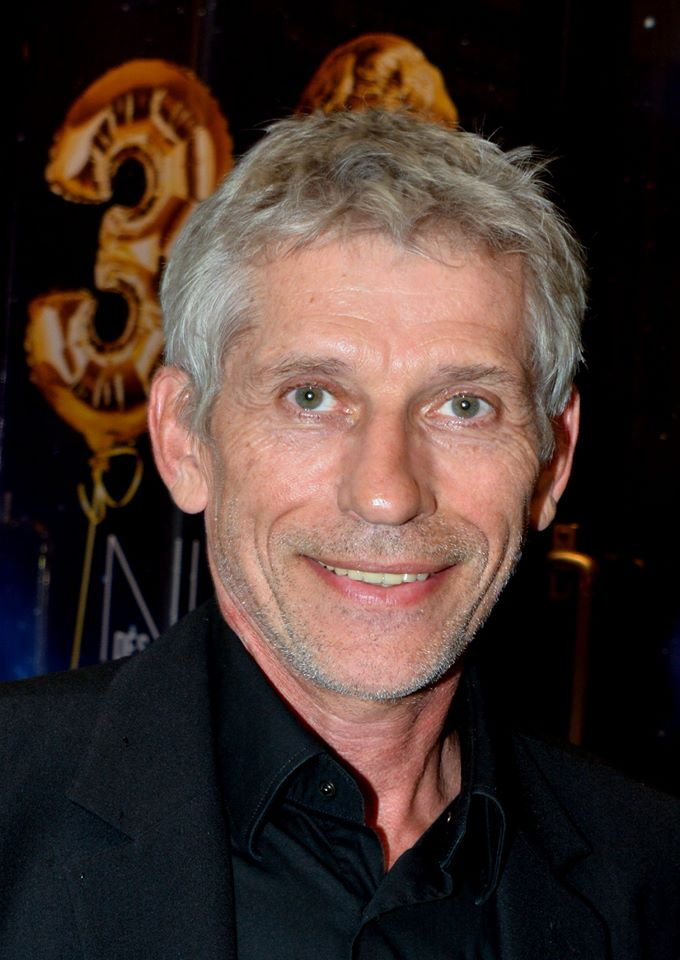
Jacques Gamblin (* 1957)

- Gamblin, Lucien (1890–1972), französischer Fußballspieler, -funktionär und Journalist
- Gambling, William Alexander (1926–2021), britischer Physiker
- Gambo, Bashiru (* 1978), ghanaischer Fußballspieler
- Gamboa, Angélica (* 1998), kolumbianische Sprinterin
- Gamboa, Cristian (* 1989), costa-ricanischer Fußballspieler
- Gamboa, Delio (1936–2018), kolumbianischer Fußballspieler
- Gamboa, Fernando (1909–1990), mexikanischer Künstler und Museograph
- Gamboa, Joma (* 1973), philippinischer Boxer im Strohgewicht
- Gamboa, Joonee (* 1936), philippinischer Schauspieler und Synchronsprecher
- Gamboa, Jorge, chilenischer Radrennfahrer
- Gamboa, José María (1856–1911), mexikanischer Botschafter
- Gamboa, Martín Ruiz de (1533–1590), Gouverneur von Chile (1580–1583)
- Gambôa, Mel (* 1984), rumänisch-angolanische Schauspielerin, Moderatorin und Produzentin
- Gamboa, Miguel Ángel (* 1951), chilenischer Fußballspieler
- Gamboa, Ronald (* 1981), chilenischer Fußballspieler
- Gamboa, Yuriorkis (* 1981), kubanischer Boxer
- Gamboa, Zézé (* 1955), angolanischer Regisseur
- Gamböck, Günter (1931–2023), deutscher Tischtennisspieler
- Gambon, Michael (1940–2023), irischer SchauspielerMichael Gambon (1940–2023)

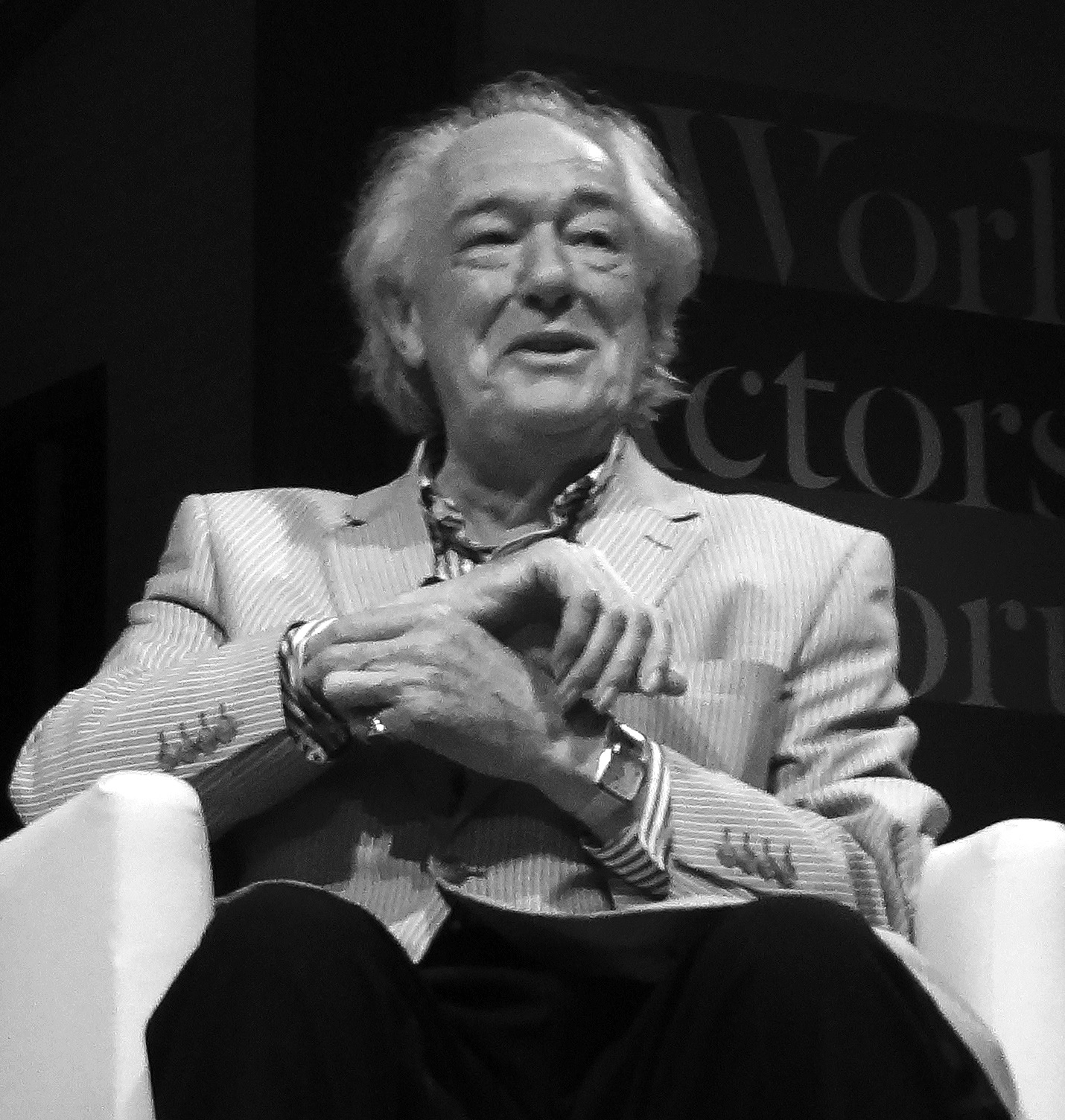
Michael Gambon (1940–2023)

- Gamboni, Dario (* 1954), Schweizer Kunsthistoriker
- Gamborg, William (* 2001), norwegischer Sänger und Tänzer
- Gamboš, Martin (* 1998), slowakischer Fußballspieler
- Gambra, Jorge (* 1963), chilenischer Tischtennisspieler
- Gambrell, David H. (1929–2021), US-amerikanischer Politiker (Demokratische Partei)
- Gambrell, Dylan (* 1996), US-amerikanischer Eishockeyspieler
- Gambrell, Freddie (1936–2004), US-amerikanischer Jazzmusiker (Piano, auch Viola, Trompete sowie weitere Instrumente)
- Gambrill, Mike (1935–2011), britischer Radrennfahrer
- Gambrill, Stephen Warfield (1873–1938), US-amerikanischer Politiker
- Gambs, Benedikt († 1751), deutscher Künstler
- Gambs, Christian Carl (1759–1822), deutscher Theologe und Prediger
- Gambs, Daniel Friedrich (1787–1854), Theologe und Bischof der Evangelischen Brüder-Unität
- Gambs, Franz (1846–1917), deutscher Verwaltungsbeamter
- Gambs, Georg Rudolph (1775–1834), deutscher Ebenist und Hofschreiner
- Gambsjäger, Franz Wilhelm Anton (1753–1816), deutscher Rechtswissenschaftler und Hochschullehrer
- Gambucci, Andre (1928–2016), US-amerikanischer Eishockeyspieler und -schiedsrichter
- Gambucci, Serge (1923–2014), US-amerikanischer Eishockeyspieler und -trainer
- Gamburg, Anna (* 1988), deutsche Synchronsprecherin und Moderatorin
- Gamburg, Inger (1892–1979), dänische Gewerkschaftsvorsitzende und Politikerin der Dänischen Kommunistischen Partei (DKP)
- Gamburzew, Grigori Alexandrowitsch (1903–1955), russischer Geophysiker, Seismologe und Hochschullehrer
- Gambús i Millet, Francesc de Paula (1974–2019), spanischer Politiker

### Game
- Game, Marion (1938–2023), französische Schauspielerin und Synchronsprecherin
- Game, Marvin (* 1991), deutscher Rapper und Moderator
- Gamede, Bongeka (* 1999), südafrikanische Fußballspielerin
- Gamedes, böotischer Töpfer
- Gamedes-Maler, böotisch-schwarzfiguriger Vasenmaler
- Gamedze, Asher (* 1989), südafrikanischer Jazzmusiker (Schlagzeug) und Sozialwissenschaftler
- Gameiro, Kevin (* 1987), französischer Fußballspieler
- Gameiro, Ruy Roque (1906–1935), portugiesischer Bildhauer
- Gamel, Mostafa el- (* 1988), ägyptischer Hammerwerfer
- Gamel, Pierre (1889–1966), französischer Politiker, Mitglied der Nationalversammlung
- Gamelbert, katholischer Geistlicher
- Gamelin († 1271), schottischer Geistlicher und Minister
- Gamelin, Émilie (1800–1851), Ordensgründerin der Sœurs de la charité de la Providence, Jungfrau
- Gamelin, Jacques (1738–1803), französischer Maler, Zeichner, Kupferstecher und Radierer
- Gamelin, Maurice (1872–1958), französischer General im Ersten und Zweiten WeltkriegMaurice Gamelin (1872–1958)

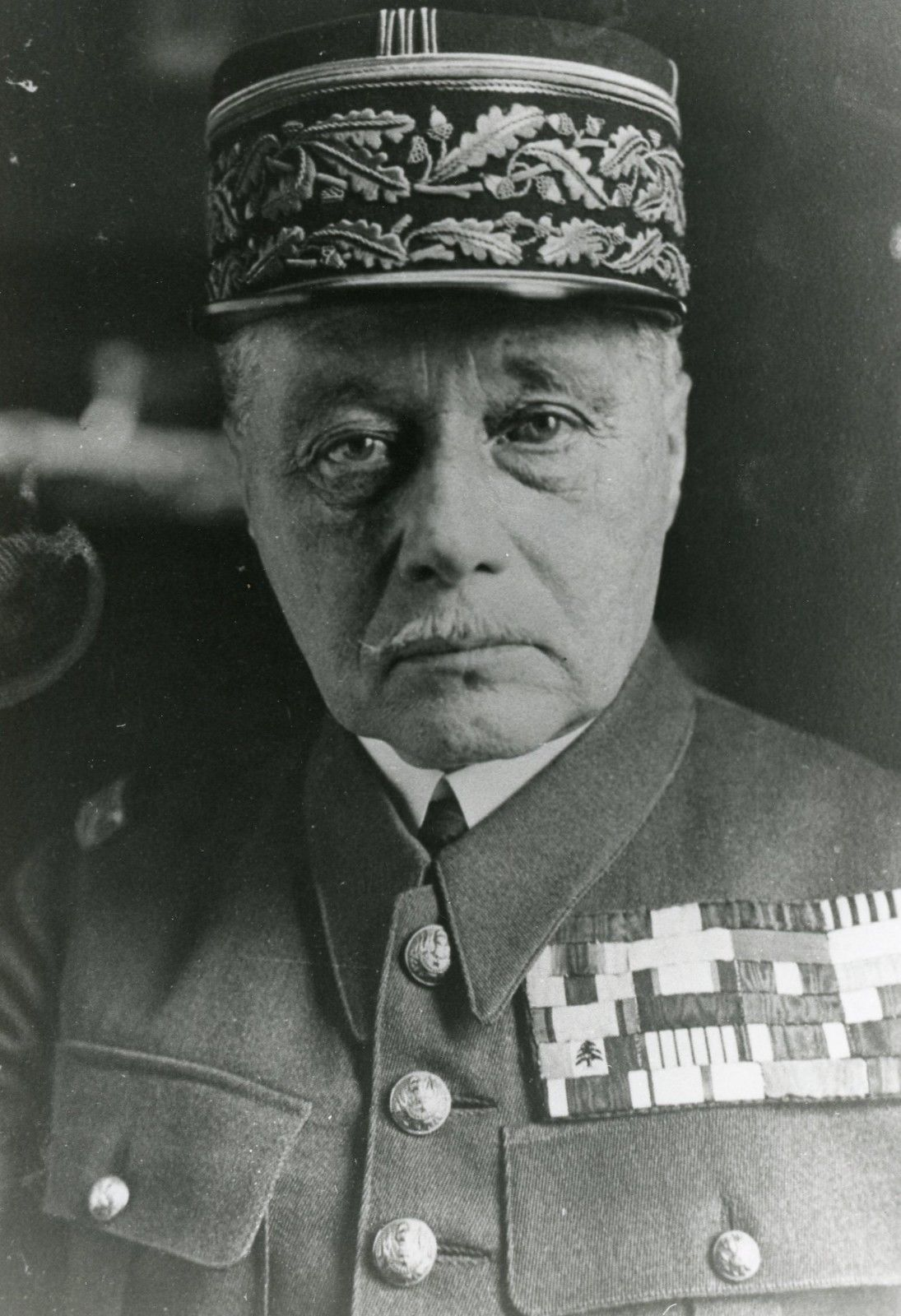
Maurice Gamelin (1872–1958)

- Gamelon, Laurent (* 1960), französischer Schauspieler
- Gamer, Berthold (1914–1966), deutscher Offizier und Manager
- Gamer, Gustav (1934–2024), deutscher Klassischer Archäologe
- Gamer-Wallert, Ingrid (* 1936), deutsche Ägyptologin
- Gamerdinger, Walter, deutscher Fußballtorwart
- Gameren, Reik van (* 1974), deutscher Eishockeyspieler und -schiedsrichter
- Gameren, Tylman van (1632–1706), polnischer Architekt und Ingenieur niederländischer Herkunft
- Gamerio, Sergio († 1668), Arabist und maronitischer Bischof
- Gamerith, Berthold (1758–1834), österreichischer Zisterzienser und Abt des Stiftes Zwettl
- Gamerith, Tatjana (1919–2021), deutsch-österreichische Umweltaktivistin, Malerin und Grafikerin
- Gamerith, Walter (1903–1949), österreichischer Maler und Fotograf
- Gamerith, Werner (* 1939), österreichischer Umweltaktivist, Anti-Atom-Pionier, Autor, Fotograf
- Gamerith, Werner (* 1967), österreichischer Geograph
- Gamero, Alberto (* 1964), kolumbianischer Fußballspieler und -trainer
- Gamero, Alonso (* 1992), peruanischer Radrennfahrer
- Gamersfelder, Hans, deutscher Kirchenlieddichter
- Games, Abram (1914–1996), britischer Plakatkünstler
- Gamet, Laurent (* 1973), französischer Rechtsprofessor und Rechtsanwalt
- Gamet, Pierre (1944–2012), französischer Toningenieur
- Gameter, Jakob Peter (1789–1829), Schweizer Jurist und Schriftsteller
- Gámez Guzmán, José Dolores (1851–1923), nicaraguanischer Historiker, Minister, Diplomat
- Gámez Martin, Julia (* 1986), deutsche Musicaldarstellerin, Sängerin und SongwriterinJulia Gámez Martin (* 1986)

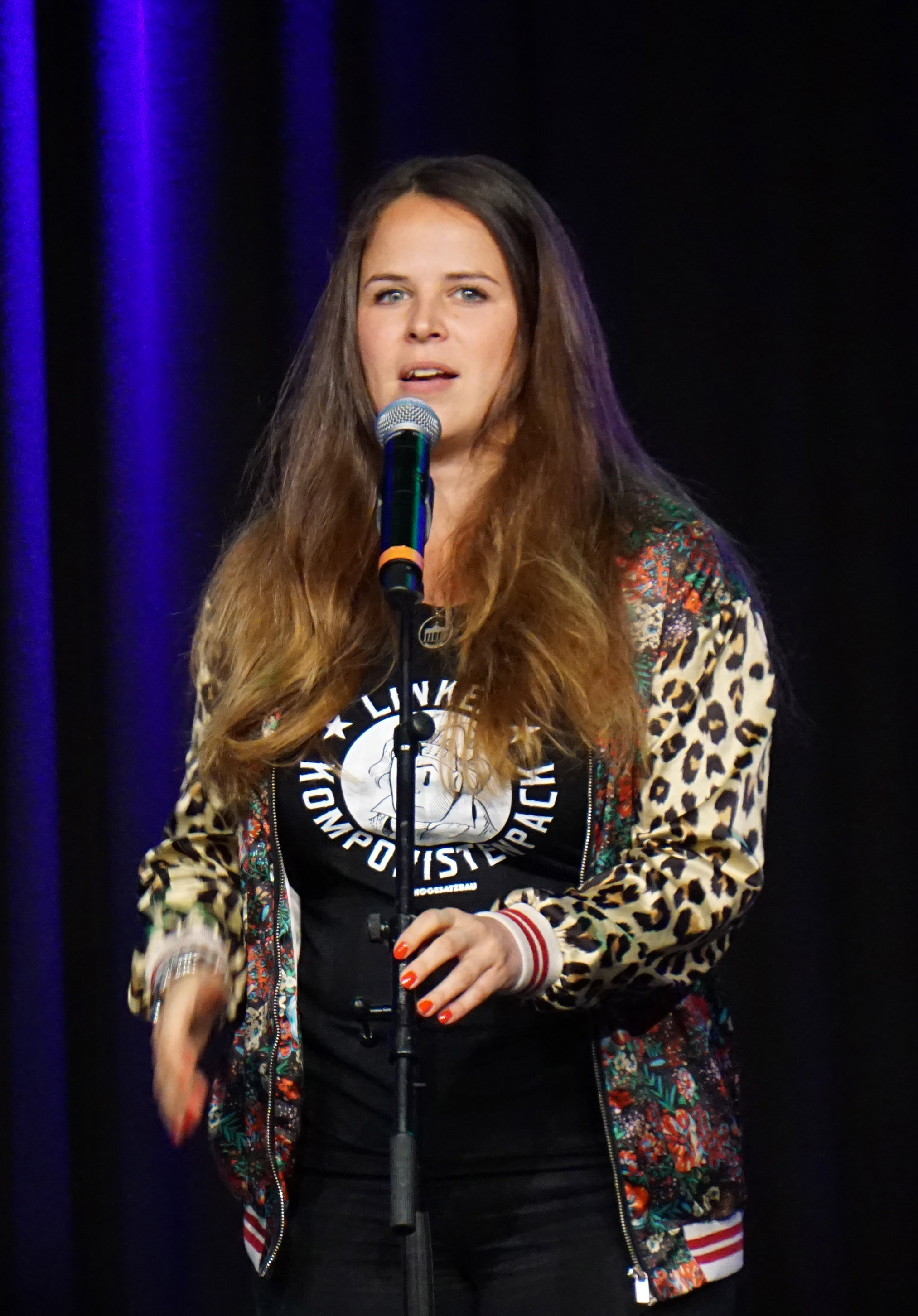
Julia Gámez Martin (* 1986)

- Gámez, Jesús (* 1985), spanischer Fußballspieler
- Gámez, Leo (* 1963), venezolanischer Boxer

### Gamg
- Gamgee, John (1831–1894), britischer Veterinärwissenschaftler und Erfinder

### Gami
- Gamiette, Thomas (* 1986), französischer Fußballspieler
- Gamillscheg, Ernst (1887–1971), deutsch-österreichischer Romanist und Rumänologe
- Gamillscheg, Ernst (* 1950), österreichischer Byzantinist, Paläograph und Bibliothekar
- Gamillscheg, Franz (1924–2018), deutscher Rechtswissenschaftler
- Gamillscheg, Marie (* 1992), österreichische Autorin
- Gamillscheg, Othmar (1889–1947), österreichischer Offizier
- Gaminara, William (* 1956), britischer Schauspieler und Drehbuchautor
- Gamine, Leandra (* 1994), deutsche Popsängerin
- Gaminolf († 979), Bischof von Konstanz
- Gamio, Luis Felipe, uruguayischer Politiker und Arzt
- Gámir Prieto, Carlos (1913–2013), spanischer Diplomat
- Gámiz, Andrea (* 1992), venezolanische Tennisspielerin
- Gamiz, Julianna (* 2012), US-amerikanische Schauspielerin

### Gaml
- Gamley, Douglas (1924–1998), australischer Filmkomponist
- Gamli’el, Arje (1951–2021), israelischer Politiker und Knessetabgeordneter
- Gamliel, Gila (* 1974), israelische PolitikerinGila Gamliel (* 1974)

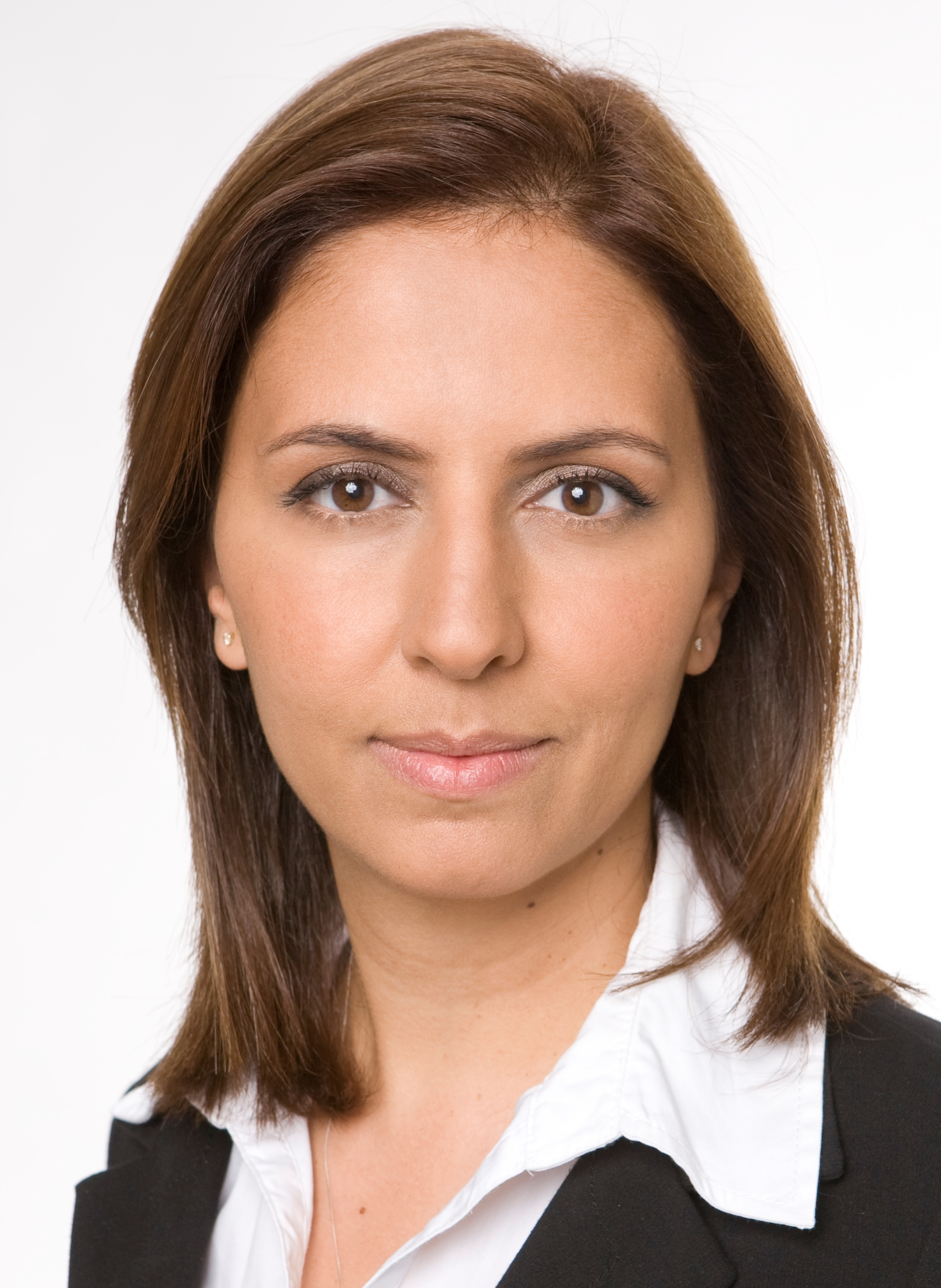
Gila Gamliel (* 1974)

- Gamlin, Dirk (* 1963), deutscher Leichtathlet

### Gamm
- Gamm, Annett (* 1977), deutsche Wasserspringerin
- Gamm, Christoph Otto von (1721–1796), dänischer Diplomat, Geheimer Rath in Mecklenburg-Strelitz, Genealoge
- Gamm, David (* 1995), deutscher Rennrodler
- Gamm, Gerhard (* 1947), deutscher Philosoph und Hochschullehrer
- Gamm, Hans-Jochen (1925–2011), deutscher Erziehungswissenschaftler
- Gamm, Otto-Friedrich Freiherr von (1923–2001), deutscher Rechtswissenschaftler und Richter am Bundesgerichtshof
- Gamm, Rüdiger (* 1971), deutsches Rechen- und Gedächtnisgenie
- Gamm, Stephan (* 1971), deutscher Unternehmensberater und Politiker (CDU), MdHB
- Gamma, Erich (* 1961), Schweizer Informatiker
- Gamma, Karl (1927–2021), Schweizer Skirennläufer
- Gamma, Marcel (* 1962), Schweizer Comic-Szenarist und freier Autor
- Gamma, Martin (1856–1937), Schweizer Politiker (FDP)
- Gamma, Raymund (1919–1980), Schweizer Politiker (FDP)
- Gammage, Gene (* 1931), US-amerikanischer Jazzschlagzeuger des Modern Jazz
- Gammage, Johnny (1964–1995), US-amerikanisches Todesopfer
- Gammage, Robert (1938–2012), US-amerikanischer Jurist und Politiker
- Gammaro, Ângelo (1895–1977), brasilianischer Schwimmer und Wasserballspieler
- Gammel, Josef (1901–1959), deutscher katholischer Geistlicher und Heimatforscher
- Gammel, Moa (* 1980), schwedische SchauspielerinMoa Gammel (* 1980)

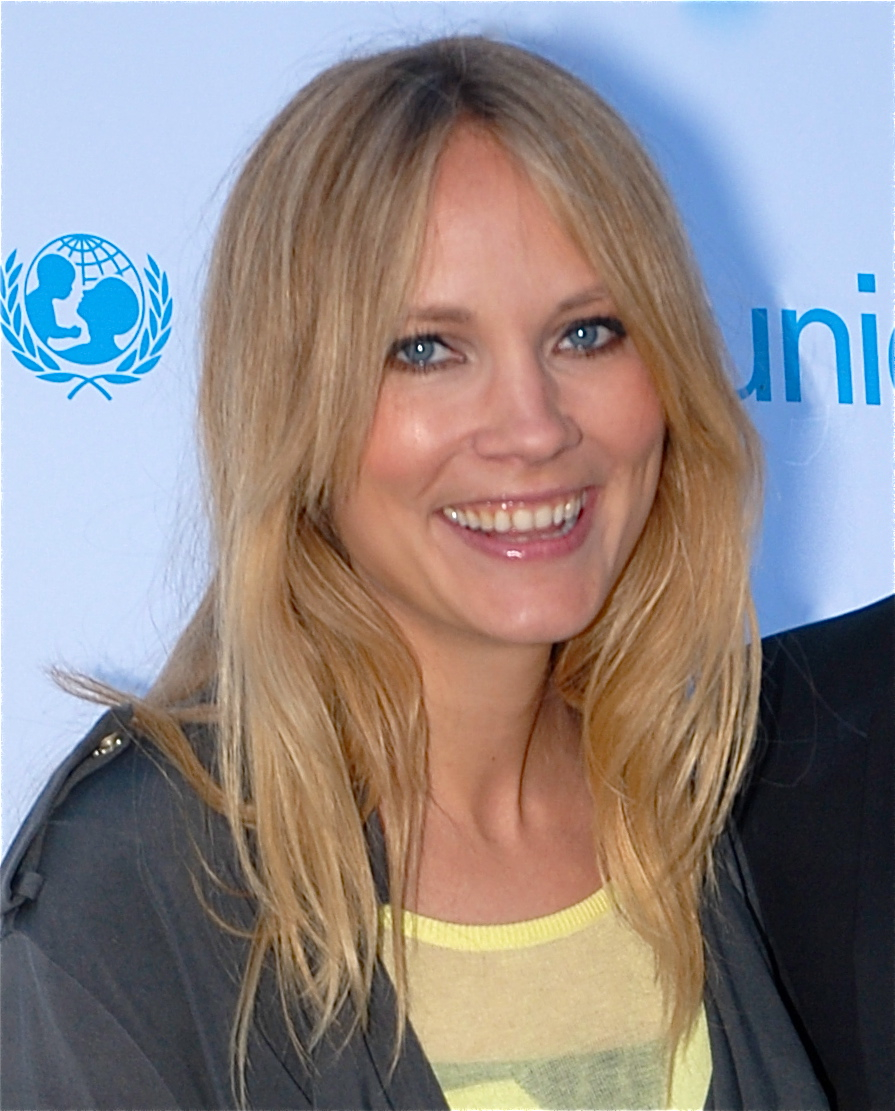
Moa Gammel (* 1980)

- Gammelgaard, Christian (* 2003), dänischer Fußballspieler
- Gammelgaard, Lars P. (1945–1994), dänischer Politiker (Konservative Folkeparti)
- Gammelgaard, Lene (* 1961), dänische Juristin, Rednerin, Autorin und Psychotherapeutin
- Gammelin, Cerstin (* 1965), deutsche JournalistinCerstin Gammelin (* 1965)

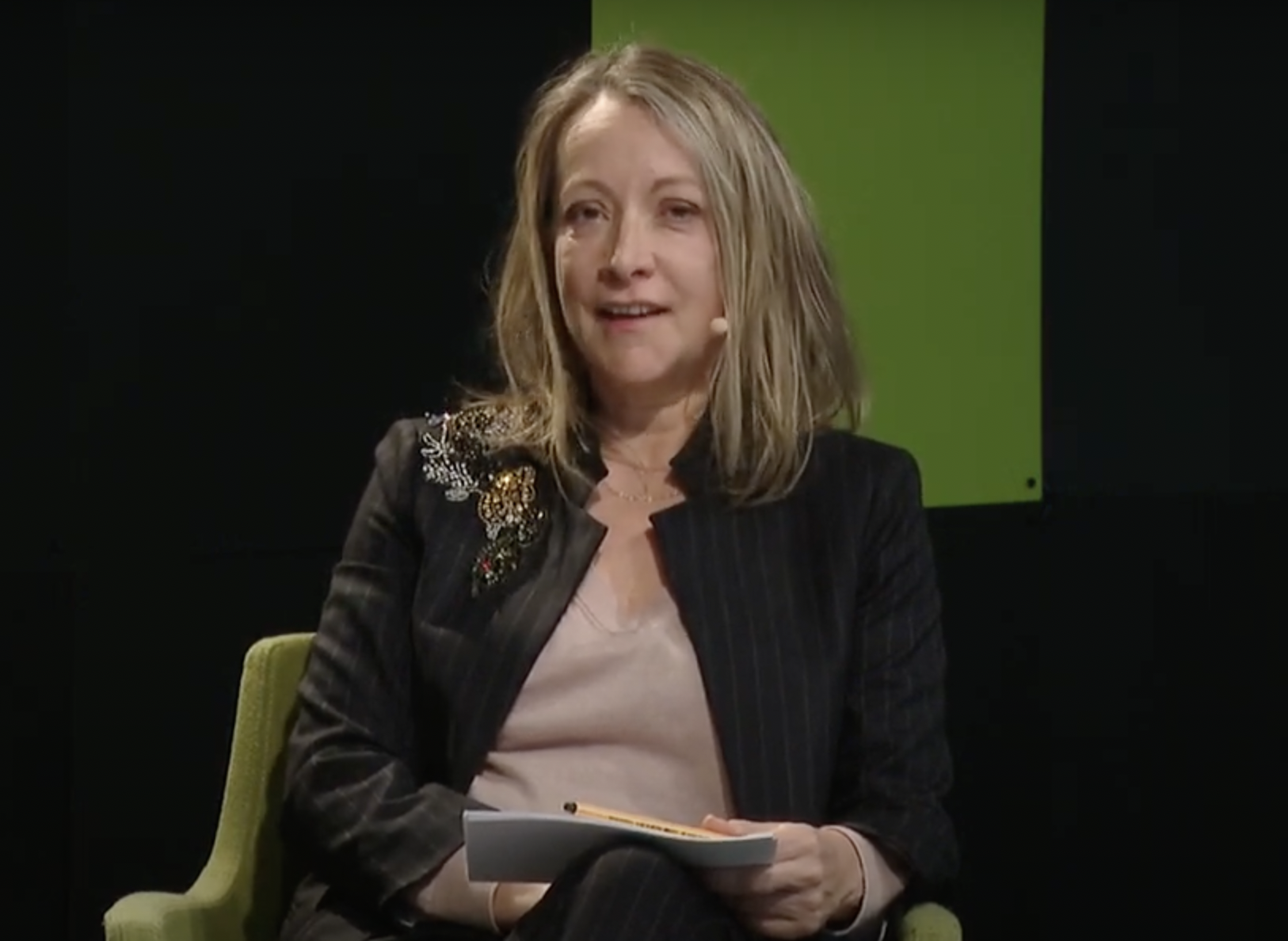
Cerstin Gammelin (* 1965)

- Gammelin, Erich (1894–1958), deutscher Flugzeugkonstrukteur
- Gammelsæter, Runhild (* 1976), norwegische Musikerin, Sängerin und Physiologin
- Gammenthaler, Michel (* 1972), Schweizer Zauberkünstler und Comedy-Künstler
- Gammer, Josef (1859–1933), österreichischer Politiker (SDAP), Landtagsabgeordneter
- Gammer, Martha (* 1947), österreichische Diplompädagogin, Autorin, Übersetzerin und Heimatforscherin
- Gammer, Moshe (1950–2013), israelischer Historiker
- Gammerl, Benno (* 1976), deutscher Historiker
- Gämmerler, Franz (1803–1876), deutscher Theaterschauspieler und Schriftsteller
- Gammersbach, Ferdinand (1794–1870), preußischer Landrat
- Gammert, Walter (1902–1996), deutscher Kaufmann, Fabrikdirektor und Mitglied des Bayerischen Senats
- Gammill, Kerry (* 1954), US-amerikanischer Illustrator, Comiczeichner, Storyboard- und Filmdesigner
- Gammius, Helene (1854–1923), deutsche Malerin
- Gammon, James (1940–2010), US-amerikanischer Schauspieler
- Gammond, Fiona (* 1992), britische Ruderin
- Gammoudi, Mohamed (* 1938), tunesischer Leichtathlet
- Gammour, Senna (* 1979), deutsch-marokkanische Pop-Sängerin und ModeratorinSenna Gammour (* 1979)

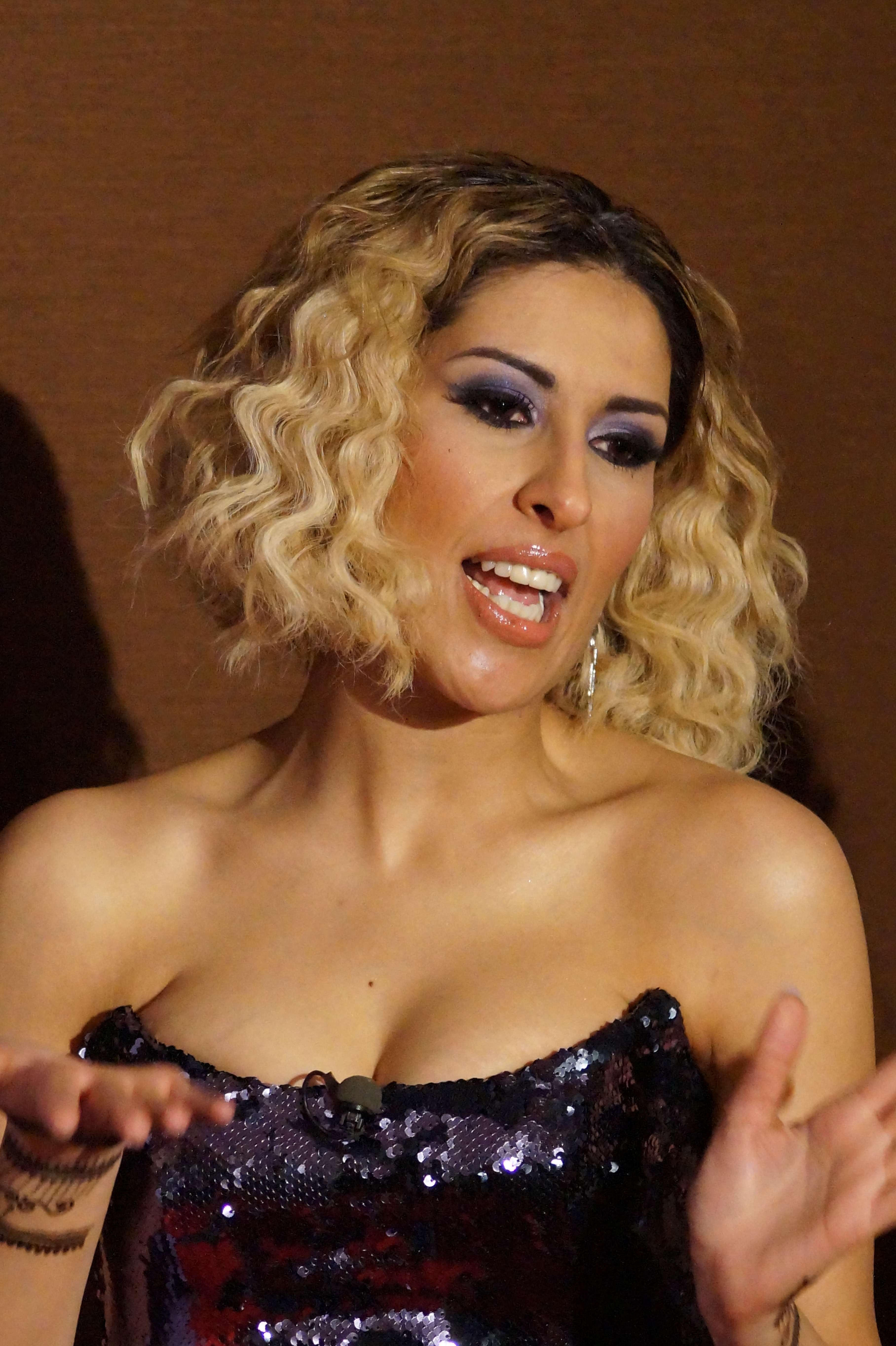
Senna Gammour (* 1979)

### Gamn
- Gamna, Vincenzo (1925–2016), italienischer Schnittassistent, Dokumentarfilmer und Filmregisseur
- Gamnitzer, Alexander (* 1978), deutscher Schauspieler, Regisseur und Sprecher
- Gamnitzer, Camillo (* 1951), österreichischer Autor von Schachproblemen

### Gamo
- Gamo, Dejene Hidoto (* 1972), äthiopischer römisch-katholischer Ordensgeistlicher, Apostolischer Vikar von Soddo
- Gamō, Kumpei (1768–1813), Schriftsteller und Historiker
- Gamō, Ujisato (1556–1595), japanischer Feudalherr
- Gamon, Claudia (* 1988), österreichische Politikerin (NEOS)
- Gamon, Hermann (1929–2015), österreichischer Skirennläufer und Trainer
- Gamon, Horst (* 1936), deutscher Fußballspieler
- Gamoneda, Antonio (* 1931), spanischer Dichter
- Gamouh, Youcef (* 1987), algerischer Fußballschiedsrichter
- Gamow, George (1904–1968), russisch-US-amerikanischer Physiker
- Gamowa, Jekaterina Alexandrowna (* 1980), russische VolleyballspielerinJekaterina Alexandrowna Gamowa (* 1980)

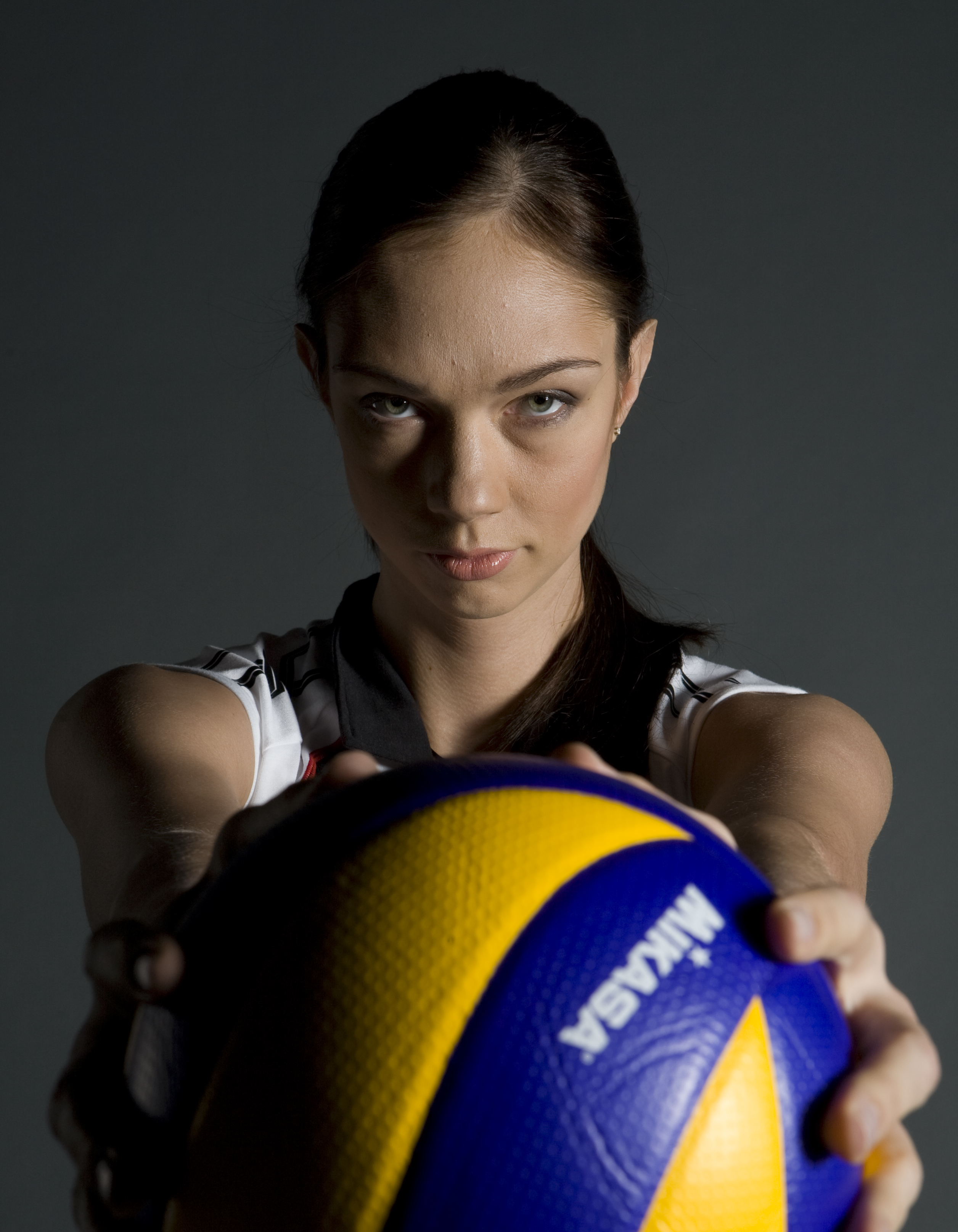
Jekaterina Alexandrowna Gamowa (* 1980)

### Gamp
- Gamp, Botho von (1894–1977), deutscher Maler und Grafiker
- Gamp, Ludwig (1856–1910), deutscher Bildhauer
- Gamp, Stephanie (* 1973), deutsche Juristin, Richterin am Bundesverwaltungsgericht
- Gamp-Massaunen, Karl von (1846–1918), deutscher Gutsbesitzer und Politiker (Freikonservative Partei), MdR
- Gampe, Emil (* 1969), österreichischer Modedesigner und -produzent
- Gampe, Michael (* 1950), österreichischer Schauspieler und Theaterregisseur
- Gampe, Theodor Heinrich (1845–1897), deutscher Schriftsteller, Dichter und Verleger
- Gampe, Wolfgang (1928–1999), deutscher Agrarökonom und Hochschullehrer in der DDR
- Gampenrieder, Karl (1860–1927), deutscher Maler
- Gamper, Adele (1850–1911), Frauenrechtlerin
- Gamper, Alexander (* 1975), österreichischer Politiker (FPÖ), Landtagsabgeordneter in Tirol
- Gamper, Anna (* 1975), österreichische Rechtswissenschaftlerin
- Gamper, Arnold (1925–2007), österreichischer römisch-katholischer Priester, Theologe und Alttestamentler
- Gamper, Eduard (1887–1938), österreichischer Neurologe und Psychiater
- Gamper, Ferdinand (1957–1996), italienischer Serienmörder
- Gamper, Florian (* 1972), deutscher Leichtathlet
- Gamper, Gustav (1873–1948), Schweizer Musiker, Maler und Schriftsteller
- Gamper, Hans (1890–1970), österreichischer Politiker (CS, VF, ÖVP), Landtagsabgeordneter
- Gamper, Heinz (* 1949), italienischer Zitherspieler, Pianist und Akkordeonist (Südtirol)
- Gamper, Hugo (1934–1979), italienischer Rechtsanwalt und Politiker (Südtirol)
- Gamper, Joan (1877–1930), Schweizer Fußballspieler, Fußballfunktionär und Gründer des FC BarcelonaJoan Gamper (1877–1930)

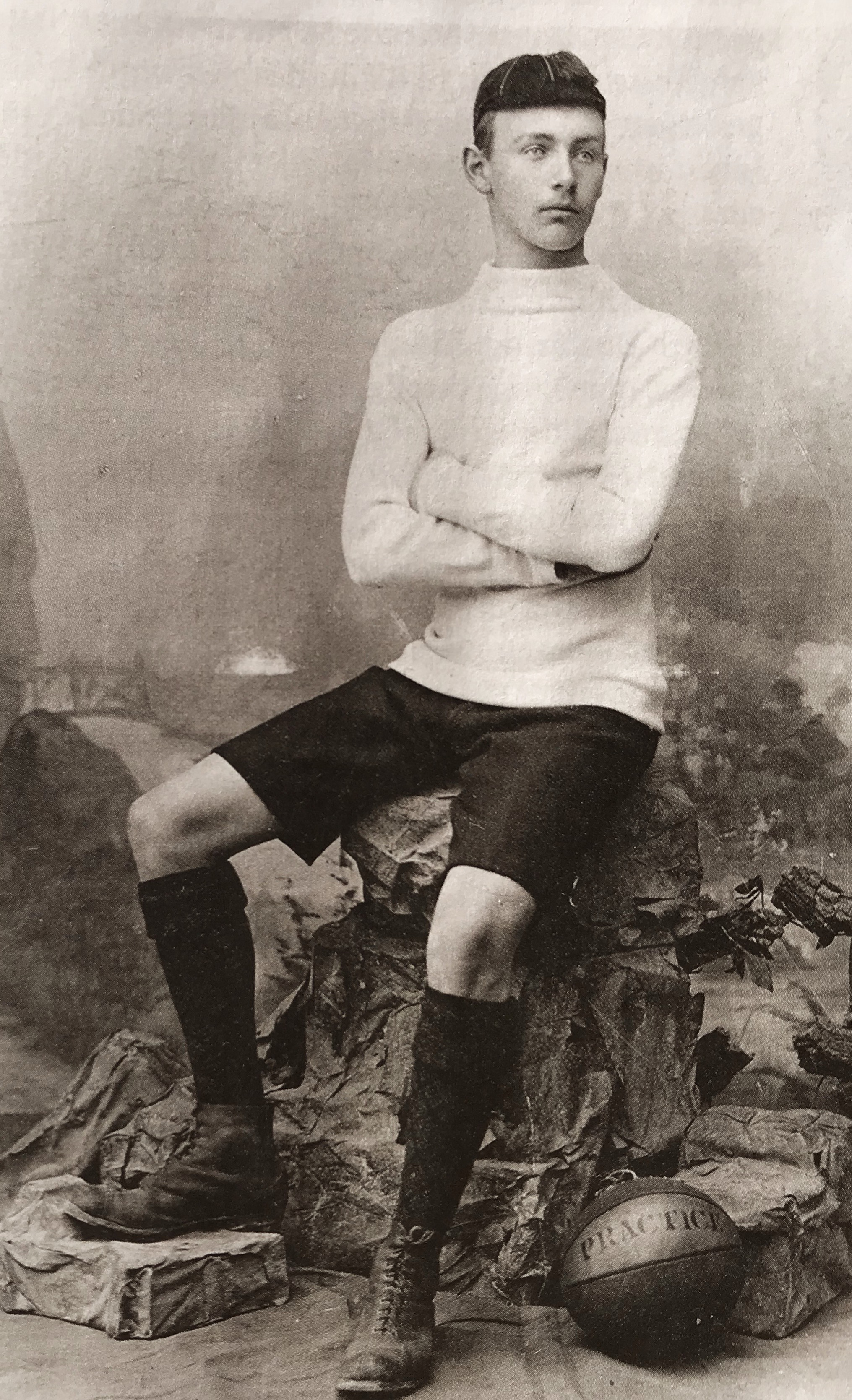
Joan Gamper (1877–1930)

- Gamper, Josef (* 1856), österreichischer Mineraloge
- Gamper, Karl (* 1949), österreichischer Autor, Coach und Dozent
- Gamper, Martino (* 1971), italienischer, in London lebender und arbeitender Designer
- Gamper, Michael (1885–1956), Priester und Publizist
- Gamper, Michael (* 1967), Schweizer Literatur- und Kulturwissenschaftler
- Gamper, Patrick (* 1997), österreichischer Radrennfahrer
- Gamper, Peter (* 1940), deutscher Leichtathlet und Hochschullehrer
- Gamper, Rudi (* 1942), italienischer Journalist (Südtirol)
- Gamper, Sergei Fjodorowitsch (1859–1911), russischer Arzt
- Gamperl, Robert (* 1986), österreichischer Fußballspieler
- Gämperle, Harald (* 1968), Schweizer Fussballspieler und -trainer
- Gämperli, Andrea (* 1995), Schweizer Unihockeyspielerin
- Gampert, Auguste (1870–1936), Schweizer evangelischer Geistlicher und Hochschullehrer
- Gampert, Otto (1842–1924), Schweizer Arzt, Landschaftsmaler und Radierer
- Gampl, Inge (1929–2018), österreichische Juristin und Buchautorin
- Gampopa (1079–1153), Gründer der Kagyü-Schulrichtung des tibetischen Buddhismus (Vajrayana)
- Gampp, Josua Leander (1889–1969), deutscher Graphiker, Maler und Hochschullehrer

### Gamq
- Gamqrelidse, Dawit (* 1965), georgischer Politiker
- Gamqrelidse, Giorgi (* 1986), georgischer Basketballspieler
- Gamqrelidse, Rewas (1927–2025), sowjetischer bzw. georgischer Mathematiker
- Gamqrelidse, Tamas (1929–2021), sowjetischer bzw. georgischer Linguist und Orientalist

### Gamr
- Gamradt, Carl (1810–1860), preußischer Landrat, Mitglied der Frankfurter Nationalversammlung und des Preußischen Abgeordnetenhauses
- Gamrat, Piotr (1487–1545), polnischer Erzbischof, Primas und Humanist der Renaissance

### Gams
- Gams, Helmut (1893–1976), österreichischer Botaniker
- Gams, Ivan (1923–2014), jugoslawischer und slowenischer Geograph und Hochschullehrer
- Gams, Pius (1816–1892), deutscher römisch-katholischer Ordensgeistlicher, Hochschullehrer und Kirchenhistoriker
- Gams, Walter (1934–2017), österreichischer Mykologe
- Gamsachurdia, Konstantine (1893–1975), georgischer Schriftsteller
- Gamsachurdia, Konstantine (* 1961), georgischer Politiker und Iranist
- Gamsachurdia, Swiad (1939–1993), georgischer Schriftsteller, Dissident und PolitikerSwiad Gamsachurdia (1939–1993)

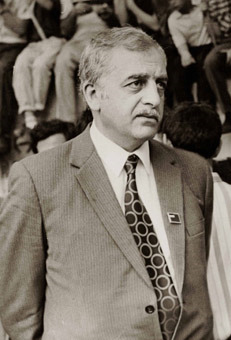
Swiad Gamsachurdia (1939–1993)

- Gamsatow, Dschawid Schakirowitsch (* 1989), belarussischer Ringer
- Gamsatow, Rassul Gamsatowitsch (1923–2003), awarischer Dichter und Schriftsteller
- Gamsjäger, Bernhard (* 1949), österreichischer Lehrer, Autor, Regional- und Volksmusikforscher
- Gamsjäger, Josef (1904–1996), österreichischer Politiker (SPÖ), Mitglied des Bundesrates
- Gamsjäger, Rudolf (1909–1985), österreichischer Musikmanager
- Gamson, Joshua (* 1962), US-amerikanischer Soziologe und Autor
- Gamson, William A. (1934–2021), US-amerikanischer Soziologe

### Gamz
- Gamziukaitė-Mažiulienė, Raminta (* 1939), litauische Literaturwissenschaftlerin
- Gamzou, Yoel (* 1988), israelisch-amerikanischer Dirigent